# Список умерших в 1171 году
В этой статье представлен список известных людей, умерших в 1171 году.
См. также: Категория:Умершие в 1067 году

## Январь
- 13 января — Конрад фон Морсбах[нем.] — епископ Айхштета (1153—1171)
- 20 января — Глеб Юрьевич — князь курский (1147—1148) князь Переяславский (1155—1169) и Великий князь киевский (1169—1170, 1170—1171).

## Февраль
- 20 февраля — Конан IV — герцог Бретани (1156—1166), граф Ричмонд (1146—1171), граф Ренна (1158—1167)

## Апрель
- 3 апреля — Филипп де Милли — участник второго крестового похода, лорд Наблуса (1138/1144 — 1161), лорд Трансиордании (1161—1167), седьмой великий магистр Ордена тамплиеров (1169—1171).

## Май
- 1 мая: 
  - Диармайт Мак Мурхада (60) — последний король единого Лейнстера (1126—1171);
  - Леон, епископ Ростовский и Суздальский.
- 30 мая — Владимир Мстиславич — князь дорогобужский (1150—1154), князь волынский (1154—1157), князь слуцкий (1162), князь трипольский (1162—1168), великий князь Киевский (1167, 1171).
- Аскульф (Аскалл) мак Торкайл (Токельссон) — последний король Дублина (1160—1171).

## Июнь
- 9 июня — Рабейну Там — один из основателей тосафистской школы, лидер еврейства Франции, поэт.
- 29 июня — Гильом I де Понтье, граф Понтьё (1110—1126), сир д’Алансон и де Се (с 1119) (под именем Гийом III).

## Июль
- 1 июля — Генрих Блуаский — епископ Винчестера (1129—1171).

## Август
- 3 августа — Герольд фон Хоххайм[нем.] — епископ Вюрцбурга (1165—1171).
- 11 августа — Луи I — граф Лоона (1139—1171).

## Ноябрь
- 2 ноября — Иаков (Дионисий) бар Салиби[англ.] — сиро-яковитский митрополит, богослов и писатель, одна из центральных фигур Сирийского Возрождения (XII—XIII века)[1].
- 8 ноября — Балдуин IV де Эно Строитель — граф Геннегау (Эно) (1120—1171).

## Дата неизвестна или требует уточнения
- Аль-Адид — последний халиф из династии Фатимидов (1160—1171)
- Ал-Мутаваккил Ахмад бин Сулейман[англ.] — зейдистский имам Йемена (1138—1171), восстановивший государство после длительного междуцарствия (1066—1138)
- аль-Хасан ибн Али[англ.] — последний зиридский правитель Ифрикии (1121—1163)
- Аршамбо VII де Бурбон — сеньор де Бурбон (ок. 1120—1171).
- Джентиле[англ.] — епископ Агридженто (1154—1170)
- Дитмар фон Айст — немецкий средневековый поэт-миннезингер.
- Есугей — предводитель большой части монгольских племен. Основатель рода Кият-Борджигин, отец Тэмуджина-Чингисхана.
- Итье Ретельский — граф Ретеля (1158—1171).
- Теобальд[англ.] — вероятно, легендарный виконт Беарна (1171). Казнён.
- Убальдо Каччанемичи, католический церковный деятель XII века, кардинал-священник Санта-Кроче-ин-Джерусалемме (1144—1171)
- Наратху[англ.] — король Пагана (1168—1171), строитель Дамаянджи
- Пьер I де Ла Шатр[фр.] — епископ Шартра (1141—1171)
- Эдвард[англ.] — епископ Абердина (1131/1151—1171), канцлер Шотландии (ок. 1143 — ок. 1145).